# جون لوكاس (مخرج)
جون لوكاس (بالإنجليزية: Jon Lucas)‏ هو كاتب سيناريو ومخرج أمريكي، ولد في 29 أكتوبر 1976 في سوميت في الولايات المتحدة.

## وصلات خارجية
- جون لوكاس على موقع IMDb (الإنجليزية)
- جون لوكاس على موقع ألو سيني (الفرنسية)
- جون لوكاس على موقع أول موفي (الإنجليزية)
- جون لوكاس على موقع بوكس أوفيس موجو (الإنجليزية)
- جون لوكاس على موقع قاعدة بيانات الأفلام السويدية (السويدية)
- جون لوكاس على موقع قاعدة بيانات الفيلم (الإنجليزية)
- جون لوكاس على موقع كينوبويسك (الروسية)